# Xu Shilin
Xu Shilin (chiń. 徐诗霖; ur. 10 stycznia 1998 w Zhongshan) – chińska tenisistka.

## Kariera tenisowa
W swojej karierze zdobyła pięć tytułów singlowych i siedem deblowych w rozgrywkach ITF. 6 maja 2019 osiągnęła najwyższe w karierze – 190. miejsce w rankingu singlowym WTA Tour. W rankingu deblowym najwyżej klasyfikowana była 22 sierpnia 2016 – na 127. miejscu.
We wrześniu 2015 roku dotarła wraz z You Xiaodi do finału turnieju deblowego WTA w Kantonie. Chinki przegrały mecz o zwycięstwo z najwyżej rozstawionymi w turnieju Martiną Hingis i Sanią Mirzą wynikiem 3:6, 1:6.

## Finały turniejów WTA
| Legenda                     | Legenda |
| --------------------------- | ------- |
| Wielki Szlem                |         |
| Igrzyska olimpijskie        |         |
| WTA Tour Championships      |         |
| 2009 – 2020                 |         |
| WTA Premier Mandatory       |         |
| WTA Premier 5               |         |
| WTA Premier                 |         |
| WTA International Series    |         |
| WTA 125K series (2012–2020) |         |

### Gra podwójna 1 (0–1)
| Końcowy wynik | Nr | Data             | Turniej | Nawierzchnia | Partnerka  | Przeciwniczki              | Wynik finału |
| ------------- | -- | ---------------- | ------- | ------------ | ---------- | -------------------------- | ------------ |
| Finalistka    | 1. | 26 września 2015 | Kanton  | Twarda       | You Xiaodi | Martina Hingis Sania Mirza | 3:6, 1:6     |

## Finały turniejów ITF
| turnieje z pulą nagród 100 000 $ (W100)  |
| turnieje z pulą nagród 80 000 $ (W80)    |
| turnieje z pulą nagród 60 000 $ (W75)    |
| turnieje z pulą nagród 40 000 $ (W50)    |
| turnieje z pulą nagród 25/30 000 $ (W35) |
| turnieje z pulą nagród 15 000 $ (W15)    |
| turnieje z pulą nagród 10 000 $          |

### Gra pojedyncza 7 (5–2)
| Rezultat     |    | Data       | Turniej  | ($)    | Naw.           | Przeciwniczka   | Wynik         |
| Zwyciężczyni | 1. | 14/12/2013 | Hongkong | 10 000 | Twarda         | Zhao Di         | 6:0, 6:3      |
| Zwyciężczyni | 2. | 21/12/2013 | Hongkong | 10 000 | Twarda         | Tang Haochen    | 6:1, 6:4      |
| Finalistka   | 1. | 01/08/2015 | Hongkong | 15 000 | Twarda         | Lee So-ra       | 4:6, 6:4, 2:6 |
| Zwyciężczyni | 3. | 12/06/2016 | Padwa    | 25 000 | Ceglana        | İpek Soylu      | 5:7, 6:4, 6:3 |
| Finalistka   | 2. | 27/05/2018 | Baotou   | 60 000 | Ceglana (hala) | Nina Stojanović | 0:6, 4:6      |
| Zwyciężczyni | 4. | 07/10/2018 | Brisbane | 25 000 | Twarda         | Ellen Perez     | 6:4, 6:3      |
| Zwyciężczyni | 5. | 10/11/2018 | Colina   | 60 000 | Ceglana        | Paula Ormaechea | 7:5, 6:3      |

### Gra podwójna 12 (7–5)
| Rezultat     |    | Data       | Turniej  | ($)    | Naw.      | Partnerka             | Przeciwniczki                        | Wynik             |
| Zwyciężczyni | 1. | 13/09/2013 | Sanya    | 50 000 | Twarda    | Sun Ziyue             | Yang Zhaoxuan Zhao Yijing            | 6:7(5), 6:3, 10–3 |
| Finalistka   | 1. | 07/03/2014 | Quanzhou | 50 000 | Twarda    | Sun Ziyue             | Chan Chin-wei Xu Yifan               | 6:7(4), 1:6       |
| Zwyciężczyni | 2. | 03/10/2015 | Zhuhai   | 50 000 | Twarda    | You Xiaodi            | Irina Chromaczowa Emily Webley-Smith | 3:6, 6:2, 10–4    |
| Finalistka   | 2. | 22/05/2016 | Kurume   | 50 000 | Trawiasta | Dalma Gálfi           | Hsu Ching-wen Ksienija Łykina        | 6:7(5), 2:6       |
| Zwyciężczyni | 3. | 01/07/2016 | Rzym     | 50 000 | Ceglana   | İpek Soylu            | Réka Luca Jani Sopia Szapatawa       | 7:5, 6:1          |
| Zwyciężczyni | 4. | 02/03/2018 | Xiamen   | 15 000 | Twarda    | Sarah-Rebecca Sekulic | Sun Xuliu Sun Ziyue                  | 6:1, 7:5          |
| Finalistka   | 3. | 21/04/2018 | Pula     | 25 000 | Ceglana   | Marie Benoît          | Naiktha Bains Chiara Scholl          | 4:6, 5:7          |
| Finalistka   | 4. | 16/06/2018 | Sumter   | 25 000 | Twarda    | Julia Elbaba          | Astra Sharma Luisa Stefani           | 6:2, 3:6, 5–10    |
| Zwyciężczyni | 5. | 21/09/2018 | Cairns   | 25 000 | Twarda    | Naiktha Bains         | Erin Routliffe Astra Sharma          | 6:1, 7:6(7)       |
| Finalistka   | 5. | 05/10/2018 | Brisbane | 25 000 | Twarda    | Rutuja Bhosale        | Maddison Inglis Kaylah McPhee        | 5:7, 4:6          |
| Zwyciężczyni | 6. | 06/07/2019 | Denain   | 25 000 | Ceglana   | Darja Miszyna         | Bárbara Gatica Rebeca Pereira        | 6:0, 7:5          |
| Zwyciężczyni | 7. | 05/04/2025 | Antalya  | 15 000 | Ceglana   | Annemarie Lazar       | Selina Atay Melis Sezer              | 7:6(2), 7:5       |